# Championnats d'Europe de trampoline 2008
Navigation
Metz 2006 Varna 2010
Les 21e Championnats d'Europe de trampoline, tumbling et double mini-trampoline ont lieu à Odense au Danemark du 30 avril 2008 au 2 mai 2008. 

## Résultats

### Senior
| Épreuves                                   | Or                                                    | Argent                                                  | Bronze                                                  |
| ------------------------------------------ | ----------------------------------------------------- | ------------------------------------------------------- | ------------------------------------------------------- |
| Hommes                                     |                                                       |                                                         |                                                         |
| Trampoline par équipe résultats détaillés  | Russie 118,00 pts                                     | France 114,40 pts                                       | Allemagne 114,30 pts                                    |
| Double Mini par équipe résultats détaillés | Russie 111,90 pts                                     | Portugal 110,20 pts                                     | Allemagne 106,90 pts                                    |
| Tumbling par équipe résultats détaillés    | Russie 110,80 pts                                     | Pologne 109,60 pts                                      | Biélorussie 107,00 pts                                  |
| Individuel résultats détaillés             | Yuriy Nikitin (UKR) 40,20 pts                         | Grégoire Pennes (FRA) 40,00 pts                         | Dmitri Ouchakov (RUS) 40,00 pts                         |
| Double Mini résultats détaillés            | Dmitry Fedorovskiy (RUS) 72,30 pts                    | Alejandro Ruiz (ESP) 71,90 pts                          | Timo Rass (GER) 70,70 pts                               |
| Tumbling résultats détaillés               | Andrey Krylov (RUS) 76,70 pts                         | Jozef Wadecki (POL) 75,50 pts                           | Andrei Kabishev (BLR) 73,50 pts                         |
| Synchro résultats détaillés                | Viacheslav Model (BLR) Nikolai Kazak (BLR) 49,70 pts  | Sébastien Martiny (FRA) Grégoire Pennes (FRA) 48,70 pts | Oleksandr Chernonos (UKR) Yuriy Nikitin (UKR) 48,40 pts |
| Femmes                                     |                                                       |                                                         |                                                         |
| Trampoline par équipe résultats détaillés  | Ukraine 110,10 pts                                    | Russie 108,80 pts                                       | Biélorussie 106,10 pts                                  |
| Double Mini par équipe résultats détaillés | Russie 104,60 pts                                     | Portugal 103 pts                                        | Royaume-Uni 95,50 pts                                   |
| Tumbling par équipe résultats détaillés    | Russie 100,10 pts                                     | Royaume-Uni 94,40 pts                                   | Ukraine 93,00 pts                                       |
| Synchro résultats détaillés                | Yuliya Domchevska (UKR) Olena Mochvan (UKR) 47,30 pts | Natalia Tchernova (RUS) Irina Karavaeva (RUS) 47,10 pts | Claire Wright (GBR) Kathrine Driscoll (GBR) 46,30 pts   |
| Double Mini résultats détaillés            | Nicole Pacheco (POR) 68,60 pts                        | Galina Goncharenko (RUS) 68,20 pts                      | Victoria Voronina (RUS) 68,00 pts                       |
| Tumbling résultats détaillés               | Olena Chabanenko (UKR) 66,80 pts                      | Laura Houson (GBR) 65,20 pts                            | Anna Korobainikova (RUS) 65,00 pts                      |
| Individuel résultats détaillés             | Irina Karavaeva (RUS) 38,30 pts                       | Olena Movchan (UKR) 37,80 pts                           | Tatiana Petrenia (BLR) 36,60 pts                        |

### Junior
| Épreuves                                   | Or                               | Argent                           | Bronze                      |
| ------------------------------------------ | -------------------------------- | -------------------------------- | --------------------------- |
| Hommes                                     |                                  |                                  |                             |
| Trampoline par équipe résultats détaillés  | Russie                           | France                           | Ukraine                     |
| Double Mini par équipe résultats détaillés | Russie                           | Portugal                         | Suède                       |
| Tumbling par équipe résultats détaillés    | Russie                           | Danemark                         | Biélorussie                 |
| Individuel résultats détaillés             | Mikhail Melnik                   | Nikita Fedorenko                 | Oleksandr Satin             |
| Double Mini résultats détaillés            | Evgeniy Strogov                  | Mikhail Zalomin                  | Maxon De Meyer              |
| Tumbling résultats détaillés               | Denis Belkin                     | Ilia Abramov                     | Wojciech Sobierajski        |
| Synchro résultats détaillés                | Yevgen Doka Oleksandr Satin      | Daniel Praest Christian Andersen | Daniel Greaves Luke Strong  |
| Femmes                                     |                                  |                                  |                             |
| Trampoline par équipe résultats détaillés  | Russie                           | Royaume-Uni                      | Espagne                     |
| Double Mini par équipe résultats détaillés | Russie                           | Portugal                         | Royaume-Uni                 |
| Tumbling par équipe résultats détaillés    | Royaume-Uni                      | Russie                           | Danemark                    |
| Synchro résultats détaillés                | Sheila Gonzalez Katish Hernández | Emma Britton Zoe Brookes         | Marine Jurbert Noela Guillo |
| Double Mini résultats détaillés            | Andreia Robalo                   | Anastasia Ignatyeva              | Adeva Bryan                 |
| Tumbling résultats détaillés               | Racael Letsche                   | Victoria Danilenko               | Mette kristensen            |
| Individuel résultats détaillés             | Emma Smith                       | Nadezhda Glebova                 | Olga Kapustina              |